# Casinaria woowonga
Casinaria woowonga är en stekelart som beskrevs av Jerman och Ian D. Gauld 1988. Casinaria woowonga ingår i släktet Casinaria och familjen brokparasitsteklar. Inga underarter finns listade.